# Fusil de précision
Pour les articles homonymes, voir Fusil.

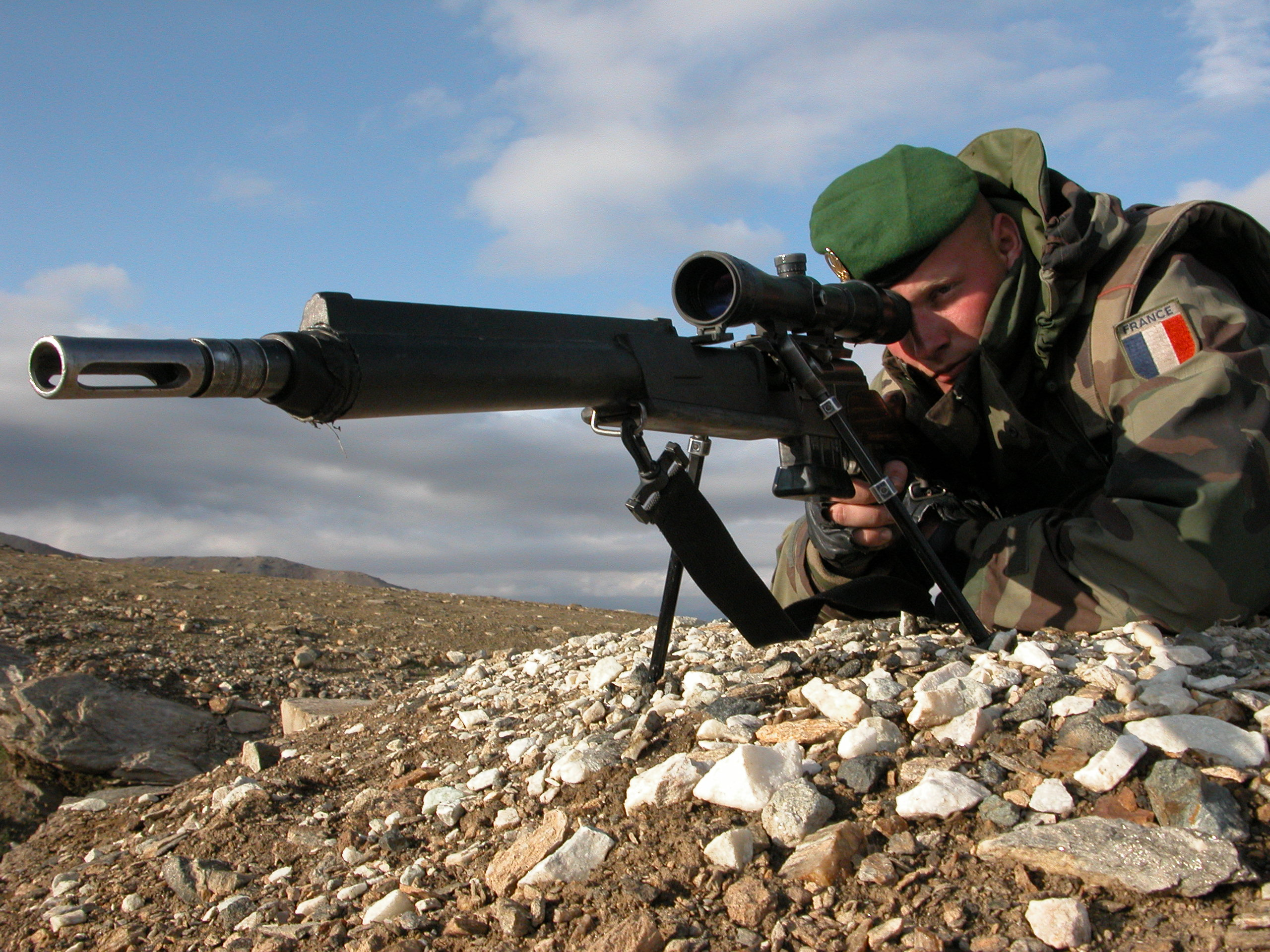
Légionnaire français utilisant une carabine FR-F2 calibre 7,62.

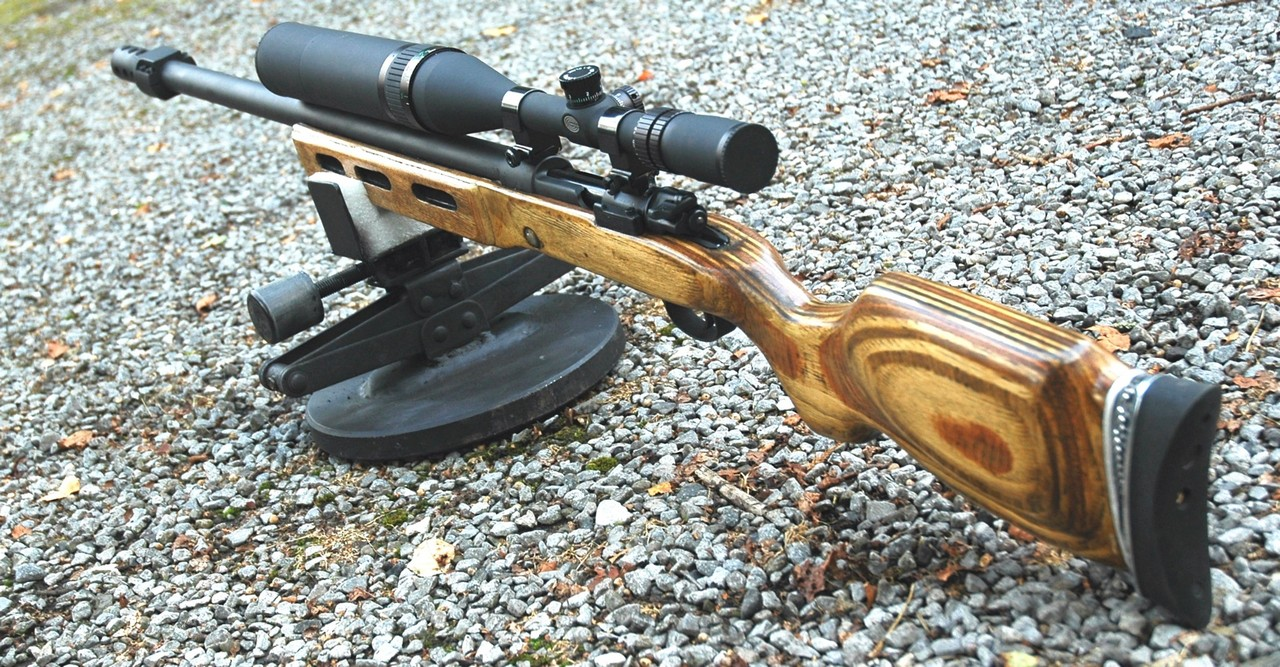
Carabine de tir longue distance en calibre 30-06 Springfield avec canon lourd d'un pas de 6 rayures de 10".

Une carabine de précision, aussi appelée carabine à lunette, est une arme à feu destinée à permettre des tirs plus précis qu'une carabine ou un fusil d'assaut classique. Il s'agit de l'arme des tireurs d'élite.
La carabine de précision sert à répondre au besoin tactique de surveillance à longue portée, d'opérations antipersonnel et anti-matériel et peut être utilisé à la fois par les militaires et les forces de l'ordre. La carabine de sniper moderne est un système d'arme portatif à épaulement avec un choix entre une action à verrou ou semi-automatique, équipé d'un viseur télescopique pour une précision extrême et chambré avec une cartouche militaire à percussion centrale de haute performance.

## Caractéristiques

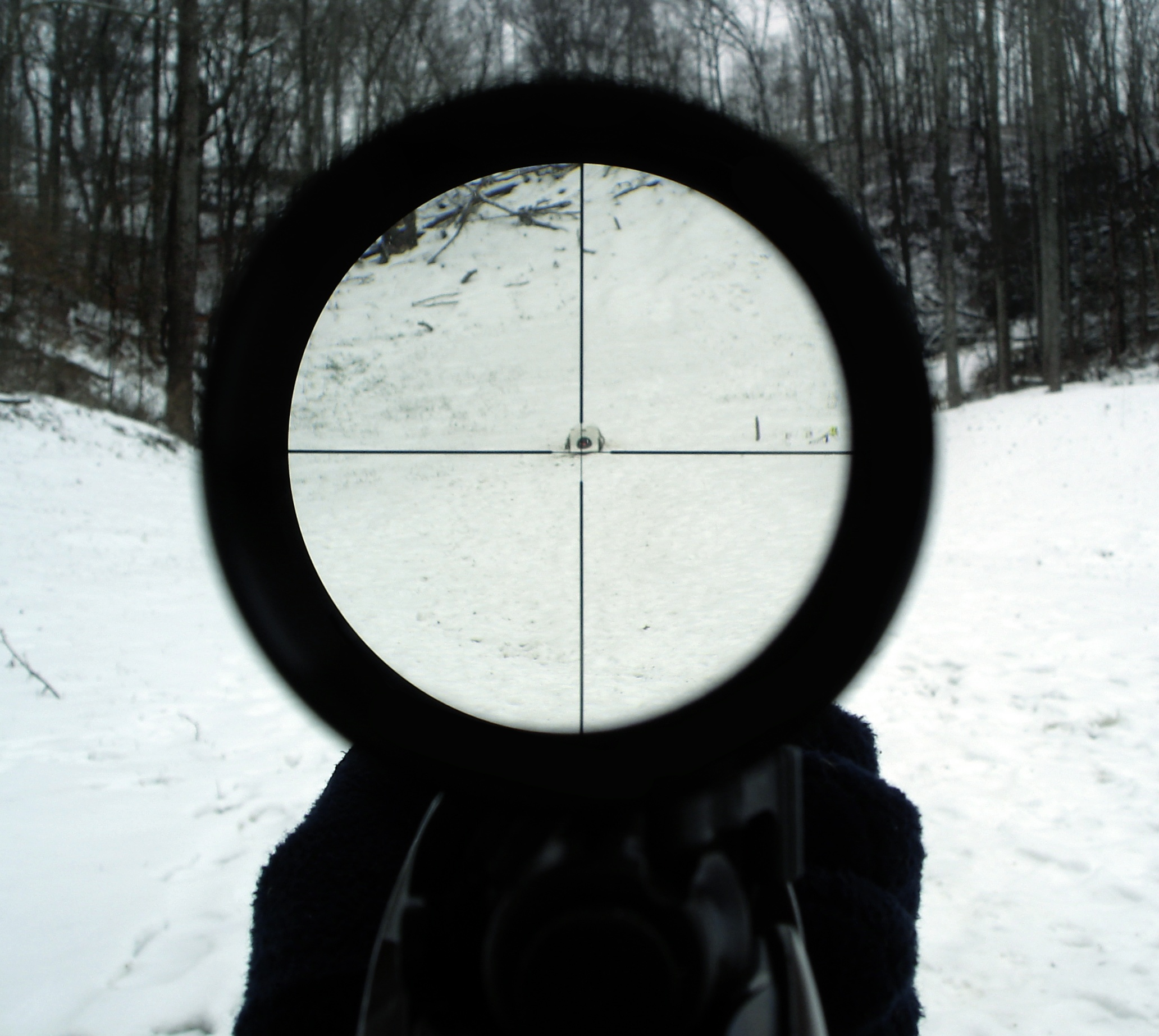
Lunette de visée de grossissement x 4.

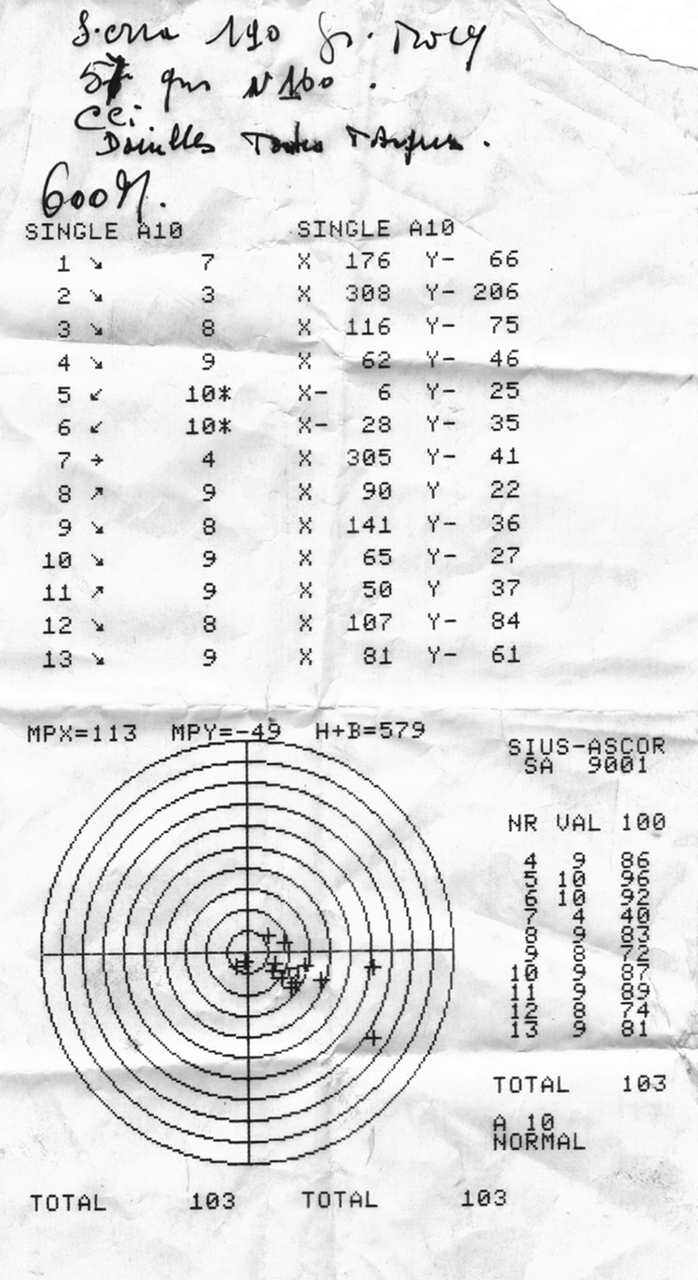
Résultat d'un tir à 600 m avec le K98 30-06 spgf. Le groupement se tient dans un rayon de 10 cm.

Tous les fusils de précision comportent une lunette de visée qui, par son grossissement (fixe ou variable) permet de mieux voir sa cible (même s'il y a quelques rares exceptions, comme le fusil type 99 en 7,7 mm japonais de 1939). 
Leurs caractéristiques sont très différentes selon le type considéré. On distingue trois grandes catégories de fusils de précision, adaptés à différents usages : le fusil d'assaut, le fusil de précision de calibre moyen et le fusil de précision de gros calibre (fusil anti-matériel).
Cependant, toutes les variations sont possibles entre ces différents types, en particulier avec la multiplicité récente des calibres qui comblent les trous entre les calibres principaux : le .338 Lapua Magnum, intermédiaire entre le 7,62 mm OTAN et le .50 BMG ou le 12.7*108 russe ensuite le calibre .408 Cheyenne Tactical, intermédiaire entre le .338 Lapua Magnum, et le .50 BMG.

## Types

### Fusil d'assaut (5,56 mm)

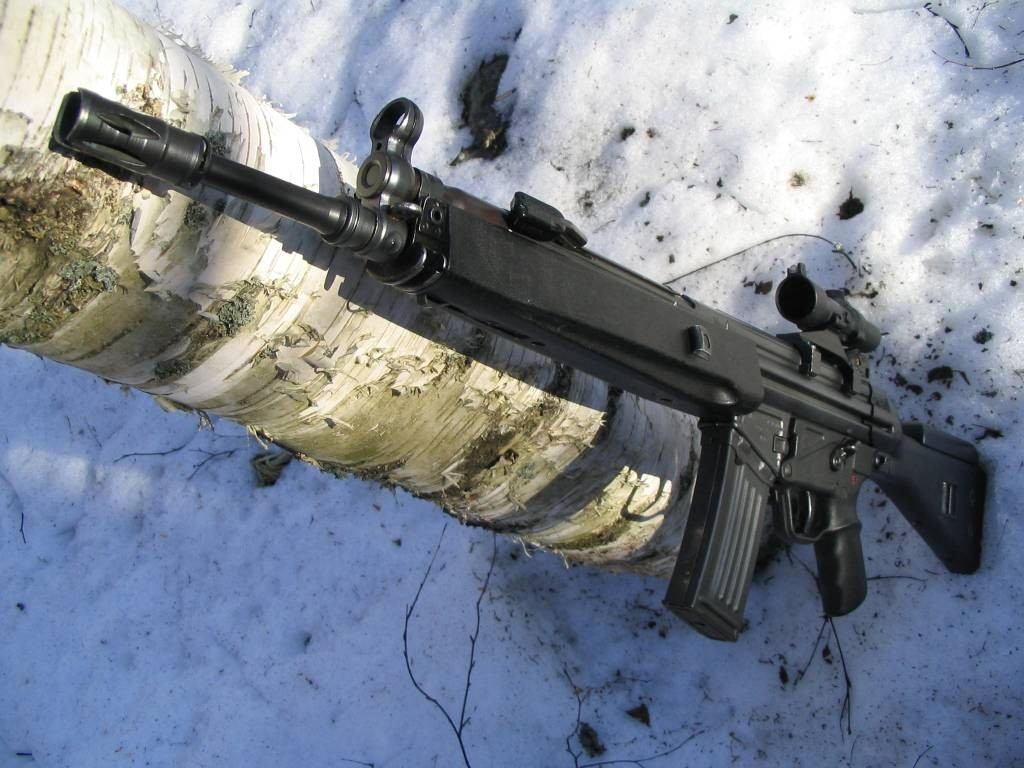
HK 33 (version sniper) équipé d'une lunette.

Le fusil d'assaut dédié au tir de précision est un fusil d'assaut modifié pour cette pratique. Du fait de la conservation de son calibre, il est conventionnellement chambré en 5,56 OTAN. Étant un fusil d'assaut, il peut généralement pratiquer le tir en mode semi automatique. 
Lors de sa modification, ce type de fusil de précision est équipé d'une crosse plus ergonomique, d'une optique de visée grossissante comme une lunette, d'une queue de détente moins sensible, d'un bipied et/ou d'un canon plus lourd voire flottant. 
On peut citer comme exemple les dérivés du M16 (M110 SASS, Mk.12, SAM-R, SDM-R), le HK G-3SG/1 ou le SIG 550 Sniper.

### Fusil de précision de calibre moyen (7,62 mm)

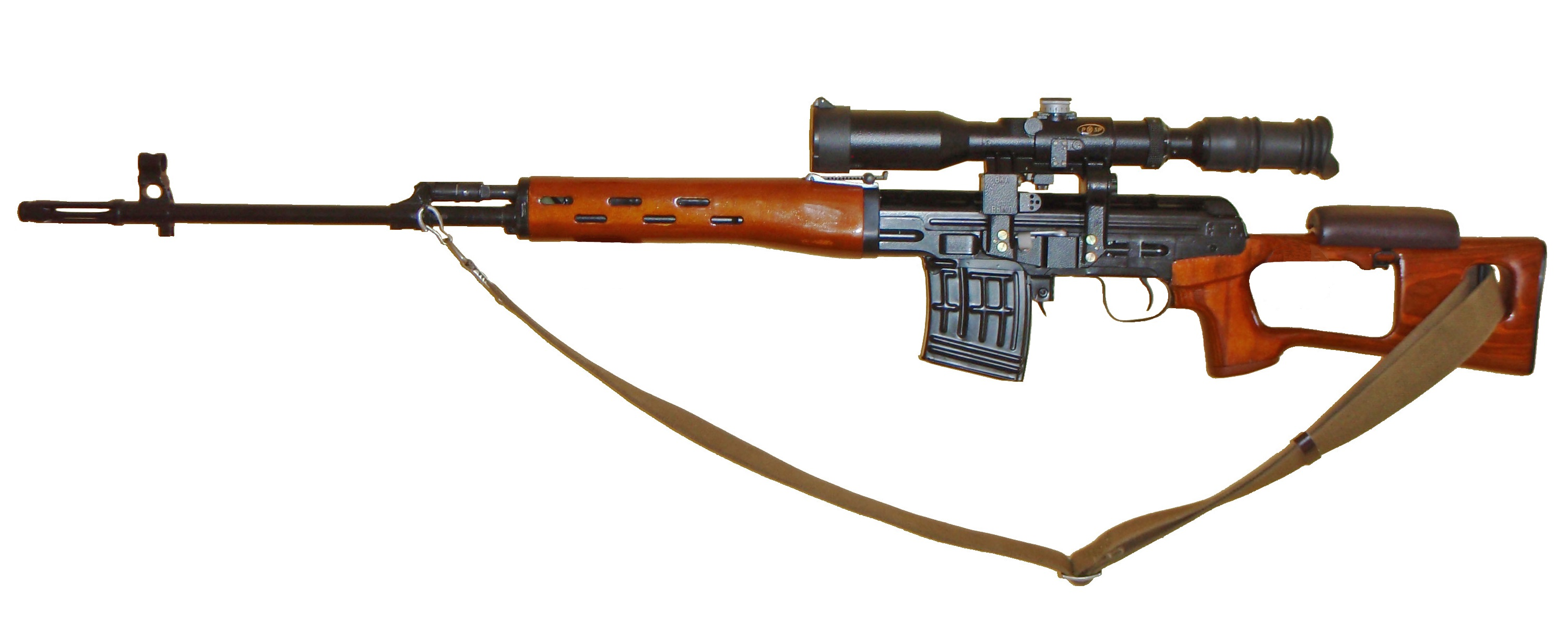
Fusil SVD (Dragunov), modèle bois.

Généralement calibré en 7,62 mm OTAN, le fusil de précision de calibre moyen peut être : 
- un dérivé d'un fusil d'assaut, mais dans un calibre différent (comme le Zastava M76, basé sur le mécanisme de l'AK-47, ou des dérivés des AR-15 et M16 comme le Knight's SR-25 qui a été adopté par les SEAL sous le nom de Mk.11 Mod 0). Il y a aussi le FN SCAR-H ou encore le VSS Vintorez, lié à l'AS Val, qui se distingue surtout des autres par son mode automatique  ;
- un dérivé d'un fusil militaire de gros calibre mais n'étant pas un fusil d'assaut (Le M21 et autres M14 modifiés, FR-F1 et FR-F2 dérivés du MAS 36, HK G-3SG/1, PSG-1 et MSG-90 dérivés du G-3), dont les caractéristiques sont alors proches de celui-ci ;
- dérivé d'un fusil de chasse (M24 et M40 basés sur le Remington 700, FN SPR basé sur le Winchester 70, Ferfrans TSR n°1 basé sur le Savage 10) ;
- un modèle spécialement conçu pour cet usage (les fusils d'Accuracy International et de PGM Précision, comme le PGM Ultima Ratio, le Steyr SSG-69 ou encore le SVD de Dragunov, qui, malgré une ligne assez proche, n'est pas un dérivé de l'AK-47 Kalachnikov et n'a d'ailleurs pas le même mécanisme ni le même calibre).

### Fusil de précision de gros calibre (12,7 mm et plus)

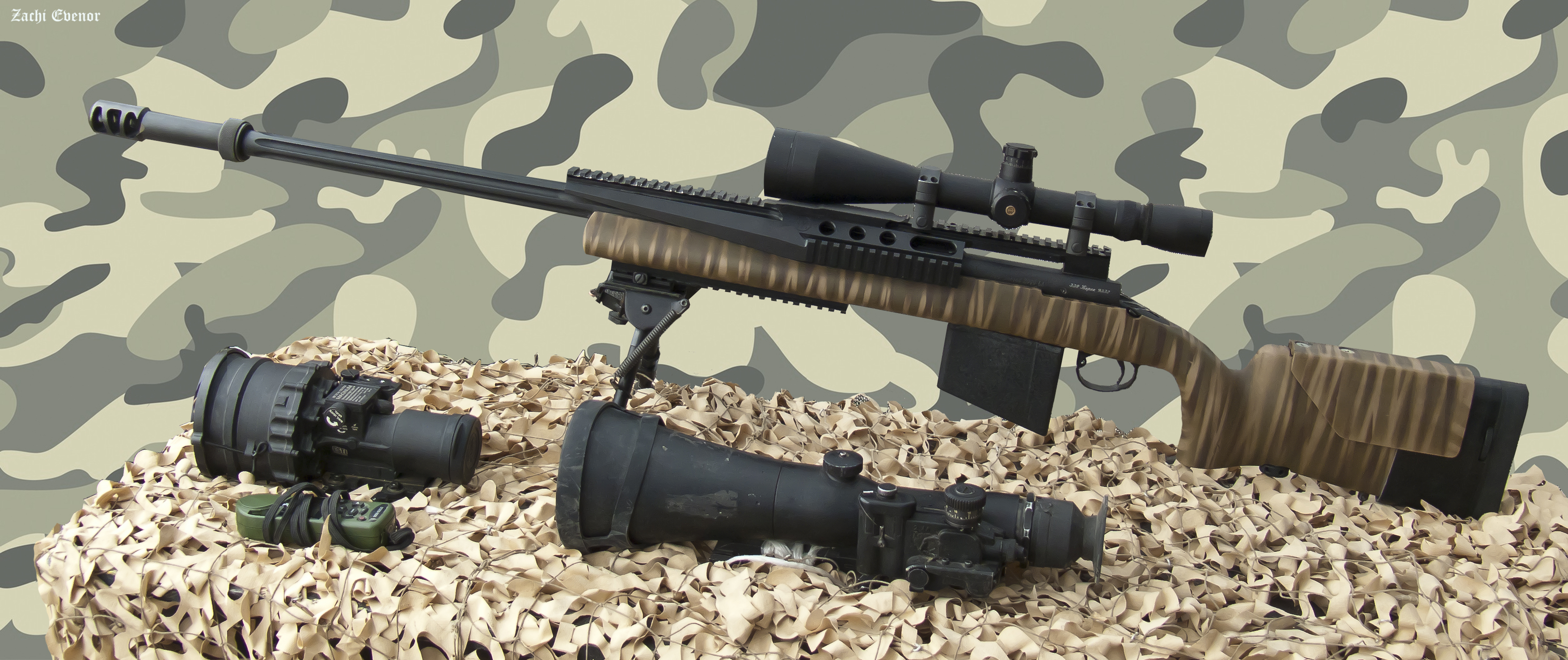
Fusil de précision de l'armée israélienne IDF Barak (HTR 2000) calibre .338 Lapua Magnum.

Généralement calibré en .50 BMG ou 12,7 × 108 mm, le fusil de précision de gros calibre est apparu plus récemment (premières utilisations au Viêt Nam) et permet d'atteindre des distances allant jusqu'à plus de 2 km.
Il est surtout utilisé pour détruire du matériel adverse, ainsi que pour le « contre-sniping ». Il est également employé pour la neutralisation de terroristes ou de preneurs d'otages.

## Utilisations

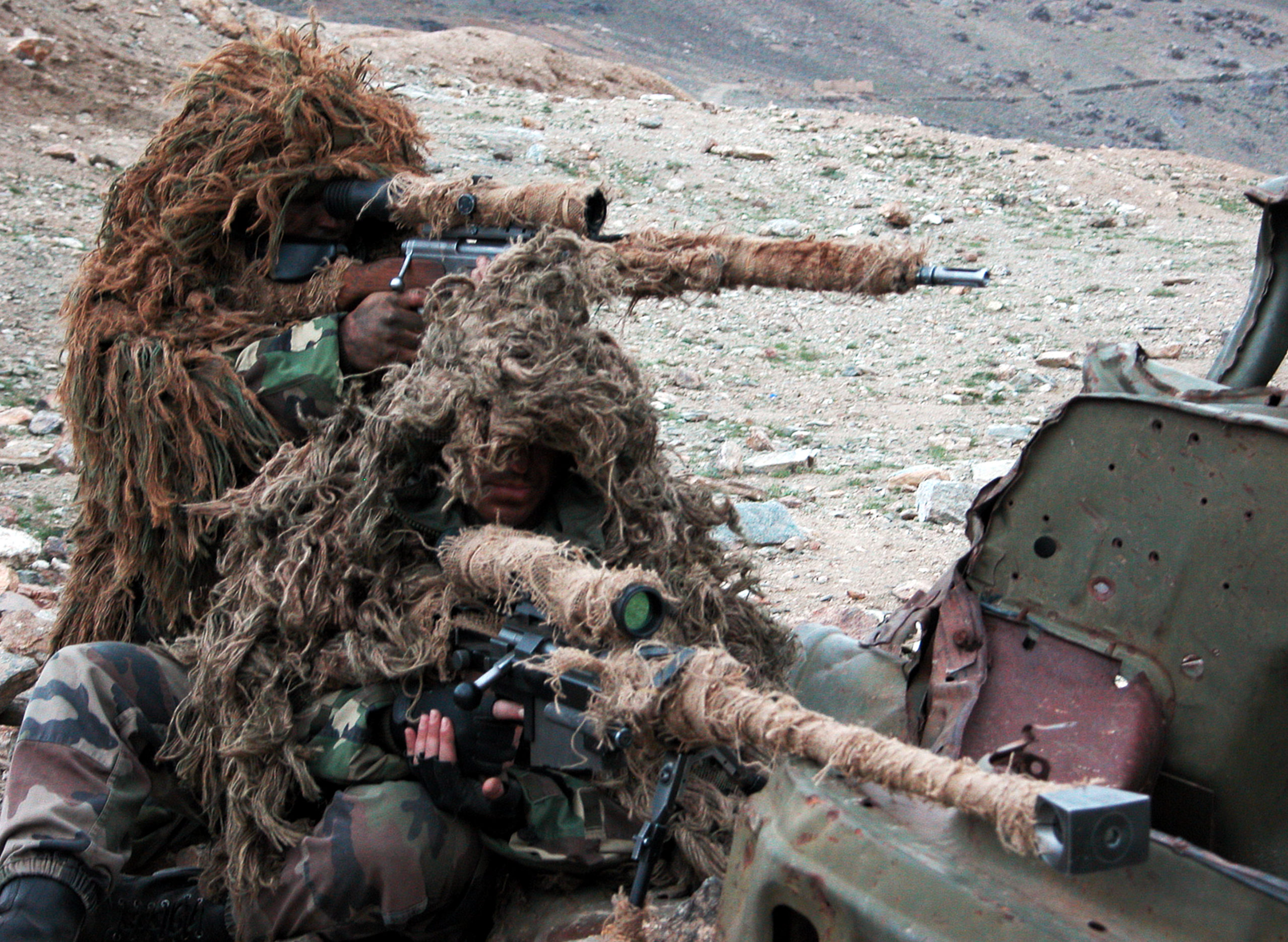
Tireurs d'élite du 2e Régiment étranger d'infanterie (France) en Afghanistan armés d'un fusil FR-F2 (en haut) et d'un Hécate II (en bas).

- Les fusils de précision de petit ou moyen calibre et généralement semi-automatiques sont principalement utilisés par les tireurs de précision (aussi appelé sharpshooter, marksman, ou tirailleur).
- Les fusils de précision de moyen ou gros calibre à répétition manuelle sont principalement utilisés par les snipers (en français « tireurs embusqués ») car ils tirent peu et à grande distance.
- Les fusils de précision employés pour le déminage peuvent être de type standard (utilisé pour les autres tâches) ou spécifiques (généralement de faible précision par rapport aux fusils employés par les tireurs, par exemple le M14 SMUD). Ils sont employés pour la destruction de mines (terrestres ou marines) ou de charges explosives non-explosées, emploi qui nécessite surtout des munitions spéciales.
- Les fusils de gros calibres (arrivés dans les années 1990) employés pour le tir antimatériel qui permet de détruire des équipements légers (véhicules non blindés ou légèrement, avions au sol, hélicoptères au sol ou même en vol lent à basse altitude, antennes radar, etc.).
- Les fusils de gros calibres sont également appréciés pour le contre-sniping qui consiste à neutraliser les tireurs embusqués adverses, pour assurer la sécurité des soldats ou des civils. Dans cet emploi, les fusils de gros calibre permettent d'engager des tireurs embusqués adverses en restant hors de leur portée (si ces derniers ont des armes de catégorie inférieure), et de les neutraliser même s'ils s'abritent dans des bâtiments grâce à la puissance des munitions de gros calibre.
- Les fusils de précision sont également utilisés pour le tir depuis des hélicoptères, phénomène assez récent, cette spécialité étant principalement enseignée au sein des forces spéciales.
- Les fusils de précision sont également utilisés par les unités d'intervention de la police lors de leurs diverses interventions contre des personnes armées, pour les libérations d'otages et pour couvrir une zone où se trouve une personnalité à protéger ou un bâtiment bien précis